# Carlo Reguzzoni
Carlo Reguzzoni (Busto Arsizio, 18 gennaio 1908 – Busto Arsizio, 16 dicembre 1996) è stato un allenatore di calcio e calciatore italiano, di ruolo attaccante.

## Biografia
Era cugino di Alfredo Monza, anche lui calciatore e allenatore di calcio.
La città di Busto Arsizio gli ha intitolato l'impianto sportivo di via Valle Olona, dove debuttò con la maglia della Pro Patria.

## Carriera

### Giocatore

#### Club

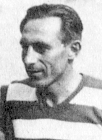
Reguzzoni alla Pro Patria

Ala cresciuta nella Pro Patria, debutta in prima squadra a sedici anni e mezzo, nel 1924, siglando subito una doppietta nella gara vinta dai biancoblù contro la Milanese in trasferta per 4-2. Nonostante la giovane età diventa immediatamente titolare fisso, trascinando con i suoi gol la squadra alla promozione in Prima Divisione al termine della stagione 1925-1926.
Nel campionato 1926-1927, a diciotto anni è il punto di riferimento della Pro Patria, che per la prima volta nella sua storia approda in Divisione Nazionale (attuale Serie A), in una squadra formata esclusivamente da soli giocatori bustocchi e della Valle Olona. Suo il gol al 74' a Treviso, che fissa il punteggio sull'1-1 splancando le porte della massima serie italiana.
Il 16 ottobre 1927, alla quarta giornata di campionato, Reguzzoni è autore di una doppietta che consente la prima storica vittoria della Pro Patria nel massimo campionato italiano di calcio, in trasferta a Genova, contro La Dominante (3-2). Al termine della stagione saranno 10 le reti di Reguzzoni.
Il campionato disputato dalla Pro Patria che alla fine chiude nella parte medio-alta della classifica, trova vasta eco anche nelle più importanti firme sportive del tempo. In particolare Reguzzoni con il compagno di squadra Mario Varglien, viene citato da un articolo di Vittorio Pozzo dalle colonne de "Il Calcio" dal titolo "La prodezza della Pro Patria" in cui mette in rilievo la sua "tecnica di assoluto valore.".
Nel triennio 1927-1930, gioca in attacco con il fiumano Andrea Gregar, con i due che si completano a vicenda. Nella stagione 1928-1929, in Divisione Nazionale, la coppia Reguzzoni-Gregar segna complessivamente 41 reti, 29 per Reguzzoni in 27 gare, 12 in 24 per Gregar. Le 29 reti di Reguzzoni, di cui tre su rigore, valgono il secondo posto nella classifica marcatori del Girone A di Divisione Nazionale, e il terzo complessivo sui due gironi, dietro a Rossetti II del Torino con 36 e Giuseppe Meazza (Ambrosiana-Inter), con 33. Nel 1929-1930 segna 13 gol, andando in rete la prima volta a Brescia, per la 6ª giornata, con la Pro sconfitta per 2-1 e l'ultima in Pro Patria-Triestina 1-1, alla penultima giornata della stagione.
Per la stagione passò al Bologna, squadra a cui legò i suoi successi sportivi per quasi tutto il resto della carriera. Il passaggio fu uno dei primi trasferimenti più costosi in assoluto del calciomercato italiano, per la cifra record di 80.000 lire, allora considerata iperbolica.

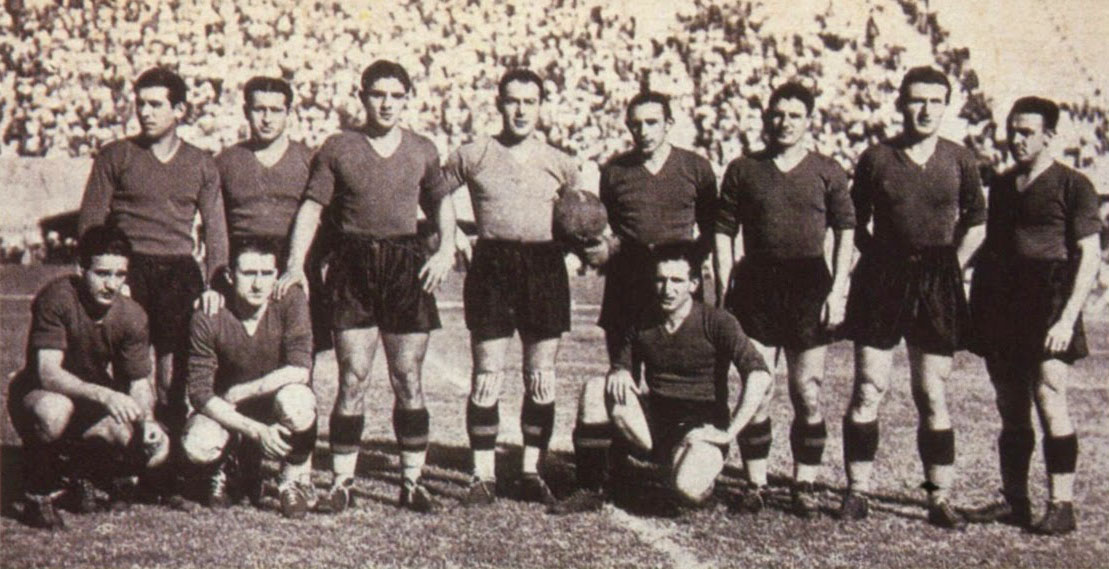
Reguzzoni (in piedi, quarto da destra) nel Bologna campione d'Italia nella stagione 1935-1936

Il 28 settembre 1930 fa il suo esordio con la maglia rossoblù, in Bologna-Triestina (6-1), realizzando una doppietta. Fu colonna portante dello squadrone che tremare il mondo fa, dove giocò per diciotto stagioni, vincendo quattro scudetti e due Mitropa Cup (nota come Coppa dell'Europa Centrale): quest'ultima competizione era la massima vittoria a cui poteva aspirare un club europeo. Nel 1934, la vittoria del Bologna contro l'Admira Vienna in 5-1 in Mitropa Cup vede per tre volte il suo nome nel cartellino dei marcatori. Stessa cosa avviene per il Trofeo dell'Esposizione di Parigi, giocato il 6 giugno 1937, con il Bologna che s'impose per 4-1 sul Chelsea, con Reguzzoni che realizzò ancora una tripletta.
Al termine del campionato misto relativo all'annata del 1946, chiuse il rapporto con il Bologna giocando l'ultima gara in rossoblù il 14 aprile 1946 a Genova contro il Genoa. Tornò alla Pro Patria in Serie B, contribuendo a riportarla nella massima serie italiana, chiudendo la carriera nel campionato successivo in Serie A ormai quarantenne. In quella stagione disputerà 17 incontri realizzando una rete contro il Milan a San Siro (Milan-Pro Patria 4-2), quando riprese un tiro di Turconi II dal limite e girò prontamente a rete dall'area piccola.
Nel girone di ritorno, per problemi fisici, giocò solo 2 gare contro Sampdoria e Lazio: nella gara contro i biancocelesti il 14 marzo 1948, disputò la sua ultima partita da calciatore portando al pareggio i biancoblù all'87' con uno scatto sulla fascia sinistra, saltando due avversari, attirando poi su di sé i difensori, mettendo in mezzo un cross che Bonelli dovette solo spingere in fondo al sacco.
In Serie A ha disputato 401 partite in campionato con le maglie di Pro Patria e Bologna, segnando complessivamente 155 reti. È tuttora al 19º posto dei migliori marcatori di tutti i tempi del campionato italiano.
Con 145 reti in Serie A è il secondo marcatore del Bologna, squadra con cui ha disputato 417 partite tra campionato e coppe europee, segnando in totale 168 gol, di cui 145 in campionato 5 in coppa Italia e 18 nelle coppe europee. È il terzo giocatore con più presenze in rossoblù, precedendo Giacomo Bulgarelli e Tazio Roversi.

#### Nazionale
In nazionale giocò una sola partita il 14 aprile 1940 a 32 anni, contro la Romania: con Vittorio Pozzo che di volta in volta gli preferì Gino Colaussi e Raimundo Orsi. Vestì per una volta anche la maglia della Nazionale B in Francia-Italia (2-2), giocata a Marsiglia nel dicembre del 1937.

### Allenatore
Rimase poi in seno alla Pro Patria, allenando le giovanili e talvolta fungendo anche da tecnico della prima squadra, fino alla metà degli anni 1950; successivamente, allenò la Juventus Domo e il Luino.

## Statistiche

### Presenze e reti nei club
| Stagione          | Squadra           | Campionato | Campionato | Campionato |
| Stagione          | Squadra           | Comp       | Pres       | Reti       |
| ----------------- | ----------------- | ---------- | ---------- | ---------- |
| 1927-1928         | Pro Patria        | DN         | 17         | 10         |
| 1928-1929         | Pro Patria        | DN         | 27         | 29         |
| 1929-1930         | Pro Patria        | A          | 31         | 13         |
| 1930-1931         | Bologna           | A          | 28         | 18         |
| 1931-1932         | Bologna           | A          | 28         | 11         |
| 1932-1933         | Bologna           | A          | 26         | 11         |
| 1933-1934         | Bologna           | A          | 34         | 9          |
| 1934-1935         | Bologna           | A          | 12         | 3          |
| 1935-1936         | Bologna           | A          | 30         | 3          |
| 1936-1937         | Bologna           | A          | 29         | 12         |
| 1937-1938         | Bologna           | A          | 29         | 15         |
| 1938-1939         | Bologna           | A          | 30         | 8          |
| 1939-1940         | Bologna           | A          | 27         | 15         |
| 1940-1941         | Bologna           | A          | 30         | 17         |
| 1941-1942         | Bologna           | A          | 27         | 11         |
| 1942-1943         | Bologna           | A          | 29         | 8          |
| 1944              | Pro Patria        | CAA        | 14         | 3          |
| 1945-1946         | Bologna           | DN         | 18         | 2          |
| Totale Bologna    | Totale Bologna    |            | 377        | 143        |
| 1946-1947         | Pro Patria        | B          | 40         | 13         |
| 1947-1948         | Pro Patria        | A          | 11         | 1          |
| Totale Pro Patria | Totale Pro Patria |            | 140        | 69         |
| Totale carriera   | Totale carriera   |            | 517        | 212        |

### Cronologia presenze e reti in nazionale
| Cronologia completa delle presenze e delle reti in nazionale ― Italia | Cronologia completa delle presenze e delle reti in nazionale ― Italia | Cronologia completa delle presenze e delle reti in nazionale ― Italia | Cronologia completa delle presenze e delle reti in nazionale ― Italia | Cronologia completa delle presenze e delle reti in nazionale ― Italia | Cronologia completa delle presenze e delle reti in nazionale ― Italia | Cronologia completa delle presenze e delle reti in nazionale ― Italia | Cronologia completa delle presenze e delle reti in nazionale ― Italia |
| Data                                                                  | Città                                                                 | In casa                                                               | Risultato                                                             | Ospiti                                                                | Competizione                                                          | Reti                                                                  | Note                                                                  |
| --------------------------------------------------------------------- | --------------------------------------------------------------------- | --------------------------------------------------------------------- | --------------------------------------------------------------------- | --------------------------------------------------------------------- | --------------------------------------------------------------------- | --------------------------------------------------------------------- | --------------------------------------------------------------------- |
| 14-4-1940                                                             | Roma                                                                  | Italia                                                                | 2 – 1                                                                 | Romania                                                               | Amichevole                                                            | -                                                                     |                                                                       |
| Totale                                                                |                                                                       | Presenze                                                              | 1                                                                     |                                                                       | Reti                                                                  | 0                                                                     |                                                                       |

## Palmarès

### Giocatore

#### Club

##### Competizioni nazionali
- Campionato italiano: 4

Bologna: 1935-1936, 1936-1937, 1938-1939, 1940-1941
- Coppa Alta Italia: 1

Bologna: 1945-1946

##### Competizioni internazionali
- Coppa dell'Europa Centrale: 2

Bologna: 1932, 1934
- Torneo Internazionale dell'Expo Universale di Parigi 1937: 1

Bologna: 1937

#### Individuale
- Capocannoniere della Coppa dell'Europa Centrale: 1

1934 (10 gol)